# Джадж, Брюс
Брюс Реймонд Джадж (англ. Bruce Raymond Judge, 3 апреля 1942, Тимару, Новая Зеландия) — новозеландский хоккеист (хоккей на траве), нападающий.

## Биография
Брюс Джадж родился 3 апреля 1942 года в новозеландском городе Тимару.
В 1964 году вошёл в состав сборной Новой Зеландии по хоккею на траве на Олимпийских играх в Токио, поделившей 13-14-е места. Играл на позиции нападающего, провёл 6 матчей, забил 1 мяч в ворота сборной Великобритании.
В 1968 году вошёл в состав сборной Новой Зеландии по хоккею на траве на Олимпийских играх в Мехико, занявшей 7-е место. Играл на позиции нападающего, провёл 9 матчей, мячей не забивал.

## Семья
Старший брат Брюса Джаджа Грантли Джадж (род. 1940) тоже играл за сборную Новой Зеландии по хоккею на траве и в 1964 году участвовал в летних Олимпийских играх в Токио.